# Miyoji Ieki
Miyoji Ieki (家城巳代治, Ieki Miyoji), né le 10 septembre 1911 et mort le 22 février 1976, est un réalisateur, scénariste japonais.

## Biographie
Miyoji Ieki fait ses études à l'université de Tokyo. Il entre à la Shōchiku comme assistant-réalisateur et travaille avec Heinosuke Gosho et Minoru Shibuya. Son premier film en tant que réalisateur est Gekiryū (激流, 1944), un film de propagande visant à améliorer la productivité dans les mines, en remplacement de Minoru Shibuya qui est appelé sous les drapeaux.
Miyoji Ieki, militant actif du syndicat ouvrier de la Shōchiku, rédige en 1946, aux lendemains de la Seconde Guerre mondiale, un document intitulé « Réflexion et remise en question chez les professionnels du cinéma » qui critique sa participation et celle de l'industrie du cinéma à la propagande des années de guerre. Il tourne alors des films pour la jeunesse comme Kanashiki kuchibue (悲しき口笛, 1949) qui met en vedette une jeune chanteuse enka âgée de 12 ans, Hibari Misora.
En 1950, l'armée d'occupation américaine impose à la Tōhō, la Daiei et la Shōchiku d'exclure de chaque entreprise les membres du parti communiste et leurs partisans. Miyoji Ieki fait partie de cette « purge rouge » tout comme d'autres réalisateurs tels que Heinosuke Gosho, Fumio Kamei, Tadashi Imai ou Satsuo Yamamoto. Dans les années 1950, il tourne alors pour des sociétés de production indépendantes, il réalise Kumo nagaruru hate ni (雲ながるる果てに, 1953), un film sombre sur l'entrainement et les derniers jours de jeunes pilotes kamikaze, puis l'année suivante Lumière (ともしび, Tomoshibi, 1954), un film réalisé dans des conditions difficiles et entièrement tourné en extérieur dans un village, qui attaque sans détour l'éducation réactionnaire du système scolaire japonais.
Le film le plus représentatif de Miyoji Ieki est sans doute Les Demi-frères (異母兄弟, Ibo kyōdai, 1957),. Ce film, servi par les remarquables interprétations de Rentarō Mikuni en militaire détestable et de Kinuyo Tanaka en femme soumise, décrit la vie d'un officier de l'armée impériale dont l'autoritarisme, le caractère ombrageux et la cruauté font souffrir et détruisent sa famille.
Miyoji Ieki retrouve les grands studios avec Hadaka no taiyō (裸の太陽, 1958), réalisé pour la Tōei. Ce film s'attache à décrire la vie de cheminots pauvres. Dans les années 1960, il tourne des films sur l'enfance et les problèmes de la jeunesse. Parmi ceux-ci citons Des pierres sur le chemin (路傍の石, Robō no ishi, 1964), un remake du film de Tomotaka Tasaka de 1938 et adapté d'un roman de Yūzō Yamamoto qui conte l'histoire pendant l'ère Meiji, d'un jeune garçon contraint à travailler par un père alcoolique et qui fait les 400 coups ainsi que Hitorikko (ひとりっ子, 1969), l'histoire d'un jeune homme dont la mère et le beau-père s'opposent à sa poursuite d'étude.
Miyoji Ieki a réalisé vingt-et-un films et est l'auteur de onze scénarios entre 1942 et 1979.

## Filmographie

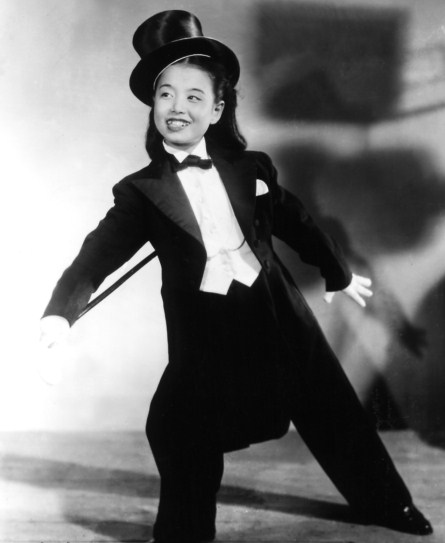
Hibari Misora dans Kanashiki kuchibue (1949).

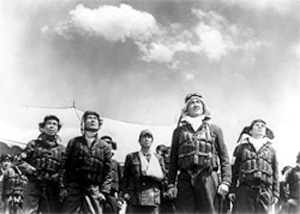
Scène de Kumo nagaruru hate ni (1953).

Sauf indication contraire, la filmographie de Miyoji Ieki est établie à partir de la base de données JMDb.

### Réalisateur
La mention « +scénariste » indique que Miyoji Ieki est aussi auteur du scénario.
- 1944 : Gekiryū (激流?)
- 1947 : Wakaki hi no chi wa moete (若き日の血は燃えて?)
- 1949 : Kanashiki kuchibue (悲しき口笛?)
- 1950 : Hana no omokage (花のおもかげ?)
- 1953 : Kumo nagaruru hate ni (雲ながるる果てに?) +scénariste
- 1954 : Lumière (ともしび, Tomoshibi?) +scénariste
- 1955 : Shimai (姉妹?) +scénariste
- 1955 : Mune yori mune ni (胸より胸に?) +scénariste
- 1956 : Kobushi no hana no saku koro (こぶしの花の咲く頃?) +scénariste
- 1957 : Les Demi-frères (異母兄弟, Ibo kyōdai?)
- 1958 : Hadaka no taiyō (裸の太陽?)
- 1959 : Subarashiki musumetachi (素晴らしき娘たち?)
- 1960 : Himitsu (秘密?) +scénariste
- 1960 : Dangan taishō (弾丸大将?)
- 1961 : Machi (街?) +scénariste
- 1962 : Wakamonotachi no yoru to hiru (若者たちの夜と昼?)
- 1963 : Minna waga ko (みんなわが子?)
- 1964 : Des pierres sur le chemin (路傍の石, Robō no ishi?) +scénariste
- 1965 : Tōbō (逃亡?)
- 1969 : Hitorikko (ひとりっ子?) +scénariste
- 1974 : Koi wa midori no kaze no waka (恋は緑の風の中?)

### Scénariste
- 1942 : Onna no te (女の手?) de Shunkai Mizuho (ja)
- 1979 : Waga seishun no irebun (わが青春のイレブン?) de Yasuo Furuhata

## Distinctions
Sauf indication contraire, les informations mentionnées dans cette section peuvent être confirmées par la base de données cinématographiques IMDb,  présente dans la section « Liens externes ».

### Récompenses
- Festival international du film de Karlovy Vary : globe de cristal pour Les Demi-frères en 1958[7]
- Berlinale 1959 : prix du meilleur film pour la jeunesse pour Hadaka no taiyō

### Sélection
- Berlinale 1959 : en compétition officielle pour Hadaka no taiyō